# Східна Румелія
Східна Руме́лія (болг. Източна Румелия; осман. روم‌ایلی شرقی ولایتی‎, трансліт. Rumeli-i Şarkî Vilayeti; грец. Ανατολική Ρωμυλία, трансліт. Anatoliki Romylia) — автономна область у складі колишньої Османської імперії, створена на Берлінському конгресі 1878 року на півдні сучасної Болгарії.

## Історія
До її складу увійшли землі південної Болгарії: землі Сливенського і Філіппопольського санджаків, а також двох каз Адріанопольського санджака. Ці землі, за Сан-Стефанським договором, повинні були увійти до складу Болгарії, але Берлінським конгресом з них утворена була автономна османська провінція, яка перебувала під безпосередньою і політичною владою султана, що полягала в управлінні особливим генерал-губернатором, призначуваним султаном з християн за згодою держав.
Після перевороту 18 вересня 1885 року Східна Румелія фактично об'єднана з Болгарським князівством. У 1896 році, коли Порта визнала принца Фердинанда болгарським князем, вона одночасно з цим призначила його генерал-губернатором Східної Румелії. За берлінським трактатом, Східна Румелія обіймала область верхньої Мариці і Тунджі, була обмежена з півночі Балканами, зі сходу Чорним морем, із заходу вододілом Маріци й Іскера, а з півдня смугою, проведеною з заходу на схід між 41° 36'і 42° 12' північної широти.
Приєднання Східної Румелії до Болгарії не отримало остаточної санкції великих держав, що підписали Берлінський трактат. Константинопольська конференція 24 березня 1886 року затвердила тільки передачу керування автономною областю Східна Румелія болгарському князеві на 5 років. За переписом 1887 року населення Болгарського князівства разом зі Східною Румелією становило 3 154 375 осіб, при цьому площа власне Болгарського князівства становила 63 045 км², в тому числі площа Східної Румелії — 33 590 км². На 1990 рік населення Східної Румелії становило 1 099 984 осіб.

## Генеральні губернатори
- Александр Богоріді (1879—1884)
- Гаврил Кристевич (1884—1885)
- Фердинанд I (цар Болгарії)

## Галерея

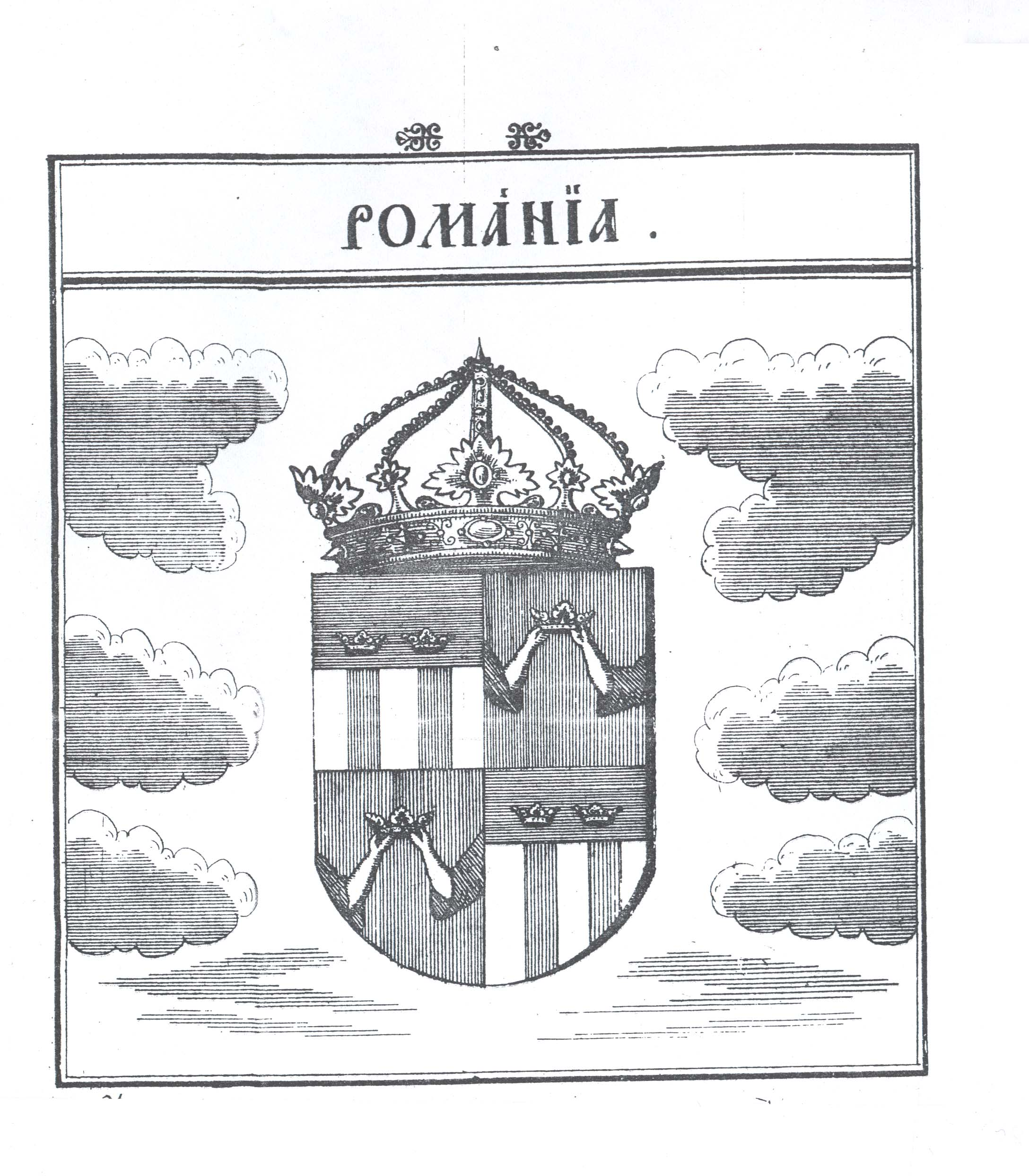
Герб 1741 року Румелії, пізніше прийнятий за герб Східної Румелії
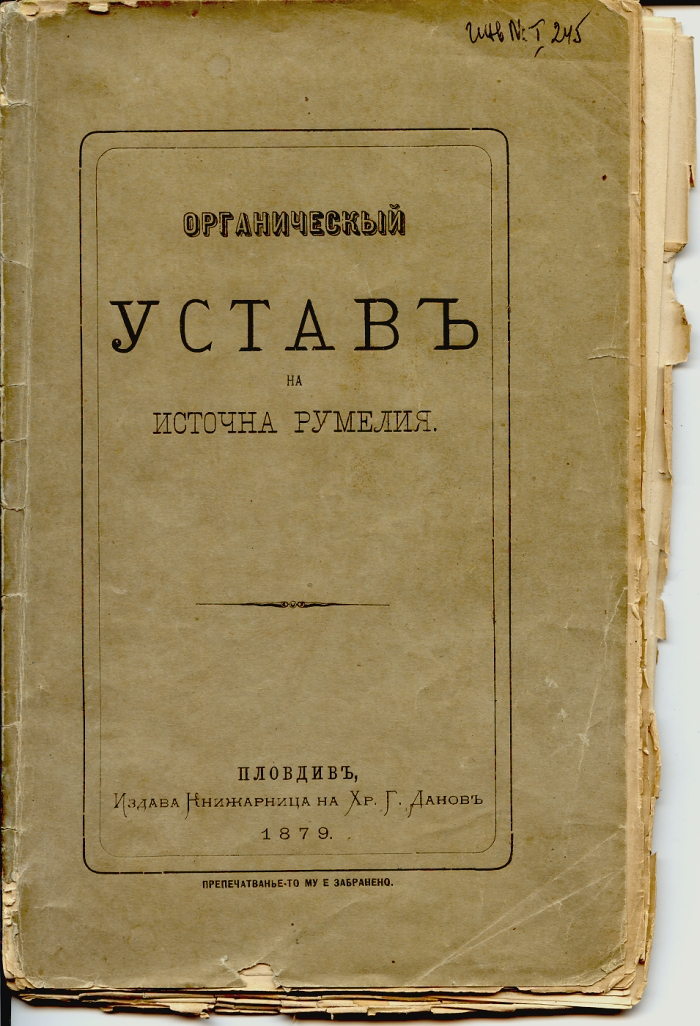
Органічний устав[bg] — конституція Східної Румелії